# Septembre 1974

## Évènements
- La parodie d’élection au Nicaragua est boycottée par le secteur privé, qui passe dans l’opposition. Anastasio Somoza Debayle est porté au pouvoir (1er décembre).

- 6 septembre : accord sur l'indépendance du Mozambique, tandis que sur place les combats militaires sont au plus haut.

- 8 septembre : 
  - Gerald Ford accorde son pardon (immunité) à Nixon un mois après son entrée en fonction, ce qui lui coûte la confiance de l’opinion.
  - Grand Prix automobile d'Italie.

- 10 septembre : le Portugal accorde l'indépendance à la Guinée-Bissau.

- 12 septembre : le négus (empereur d'Éthiopie), Hailé Sélassié Ier est renversé par l'armée. Le régime du négus s’effondre, victime de son incapacité à lutter contre la famine et à adopter des réformes politiques et sociales indispensables. Un conseil militaire remplace l’empereur par le prince Asfa Wossen, souverain constitutionnel, qui s’inspire des méthodes maoïstes, nationalise le commerce et l’industrie, collectivise les terres. Il doit faire face aux tensions centrifuges (Érythrée, Ogaden) qui menacent l’intégrité territoriale d’une Éthiopie multiethnique.

- 13 septembre, Pays-Bas : Prise d'otage de l’ambassade de France à La Haye qui durera jusqu'au 17.

- 15 septembre, France : réalisation du dernier des essais nucléaires français atmosphériques.

- 22 septembre (Formule 1) : Emerson Fittipaldi devient champion du monde des pilotes de Formule 1 en remportant le Grand Prix du Canada.

- 27 septembre (Portugal) : échec de la « manifestation silencieuse ».

- 30 septembre : démission du président Spinola au Portugal. Francisco da Costa Gomes le remplace.

## Naissances
- 1er septembre : Filip Nikolic, chanteur et acteur français, membre du boys band français 2Be3 († 16 septembre 2009).
- 2 septembre : 
  - Micheline Marchildon, actrice et humoriste franco-manitobaine.
  - Łukasz Barczyk, réalisateur polonais.
- 4 septembre : 
  - Carmit Bachar, chanteuse, danseuse américaine, ex-membre du groupe The Pussycat Dolls.
  - Justine Lévy, écrivaine française.
- 7 septembre : Charlotte Girard, juriste et femme politique française.
- 10 septembre : Ryan Phillippe, acteur américain.
- 13 septembre : Craig Rivet, joueur professionnel de hockey sur glace.
- 14 septembre :
  - Patrick van Balkom, athlète néerlandais.
  - Renata Bravo, actrice, humoriste et animatrice de télévision chilienne.
  - Chad Bradford, joueur américain de baseball.
  - Pauline Casters, illustratrice française pour la jeunesse et dessinatrice de bande dessinée.
  - Sebastjan Cimirotič, footballeur slovène.
  - Hicham El Guerrouj, athlète marocain spécialiste des courses de fond.
  - Natalie van Gogh, coureuse cycliste néerlandaise.
  - Lauren Iungerich, écrivaine, réalisatrice et scénariste américaine.
  - Wael Kfoury, chanteur libanais de pop libanaise.
  - Artur Kocharian, joueur de football international arménien.
  - Ekaterina Kruchkova, artiste – photographe et personnalité publique russe.
  - Sunday Oliseh, entraîneur et footballeur nigérian.
  - Catalina Pulido, mannequin, actrice et présentatrice de télévision chilienne.
  - Conrad Stoltz, joueur de rugby à XV sud-africain.
  - Annette Tveter, ancienne handballeuse internationale norvégienne.
  - Ren Xiujuan, athlète chinoise, spécialiste des courses de fond.
- 18 septembre : Xzibit, rappeur et acteur américain, présentateur de l'émission Pimp My Ride sur MTV.
- 23 septembre : 
  - Matt Hardy, catcheur professionnel de la WWE.
  - Misuzulu Sinqobile kaZwelithini, Monarque sud-africain et Roi des Zoulous depuis 2021.
  - Cyril Hanouna, animateur de télévision, producteur de télévision, animateur de radio, acteur, chroniqueur, scénariste et humoriste français.

## Décès
- 3 septembre : 
  - Boubacar Traoré, militaire malien.
  - Aurora Bertrana, écrivaine et musicienne catalane.
- 4 septembre : Marcel Achard, écrivain et réalisateur français.
- 20 septembre : José Mojica, ténor et acteur mexicain.
- 27 septembre : Louis Even, religieux et militant pour le crédit social.